# Cercococcyx
A Cercococcyx a madarak osztályának kakukkalakúak (Cuculiformes) rendjébe, valamint a kakukkfélék (Cuculidae) családjába és a valódi kakukkformák (Cuculinae) alcsaládjába tartozó nem.

## Rendszerezés
A nem az alábbi 3 faj tartozik:
- Cercococcyx mechowi
- Cercococcyx olivinus
- Cercococcyx montanus